# 10546 Nakanomakoto
10546 Nakanomakoto eller 1992 FS1 är en asteroid i huvudbältet som upptäcktes den 28 mars 1992 av de båda japanska astronomerna Kazuro Watanabe och Kin Endate vid Kitami-observatoriet. Den är uppkallad efter Makoto Nakano.
Asteroiden har en diameter på ungefär 4 kilometer.